# Кирилл I (епископ Ростовский)
Епископ Кирилл (в схиме Кириак; ум. 1230, Суздаль) — епископ Русской церкви, епископ Ростовский (1216—1229).

## Биография
Принял монашество в Суздальском Дмитриевском монастыре.
С 1216 по 1229 год занимал Ростовскую епископскую кафедру. В 1218 году освятил церковь Бориса и Глеба в Ростове, в 1224 году — церковь Спаса в Ярославле, в 1225 году — церковь во имя Преображения Господня в Ярославле. С ним связывают книгописную деятельность в Ростове в начале XIII века; предполагают, что он имел большую библиотеку и что по его инициативе был осуществлён перевод полной редакции Жития Нифонта Констанцского, рукопись с текстом которого сохранилась до наших дней.
Был известен своим огромным богатством. В 1228 году заболел. Одновременно имел с кем-то тяжбу перед князем Ярославом Всеволодовичем, по решению суда которого был лишён почти всего имущества, после чего оставил кафедру. Оставшееся имущество роздал нищим.
16 сентября 1229 года постригся в схиму с именем Кириак в том же Дмитриевском монастыре. Скончался 17 апреля 1230 года и был погребён там же.